# Leucania guascana
Leucania guascana là một loài bướm đêm trong họ Noctuidae.